# جورج مورتون
جورج مورتون (بالإنجليزية: George Morton)‏ هو سياسي بريطاني، ولد في 11 فبراير 1940. حزبياً، نشط في حزب العمال. وقد في الانتخابات الفرعية في مجلس العموم البريطاني ‏، انتخب عضو البرلمان السابع والأربعون للمملكة المتحدة عن دائرة Manchester Moss Side (UK Parliament constituency) ‏ خلال فترته النيابية ‏ (13 يوليو 1978 – 7 أبريل 1979) وفي الانتخابات العامة للمملكة المتحدة 1979 ‏، انتخب عضو البرلمان الثامن والأربعون للمملكة المتحدة عن دائرة Manchester Moss Side (UK Parliament constituency) ‏ خلال فترته النيابية ‏ (3 مايو 1979 – 13 مايو 1983).